# Pöls
Pöls là một đô thị thuộc huyện Judenburg trong bang Steiermark, nước Áo. Đô thị Pöls có diện tích 33,52 km², dân số cuối năm 2005 là 790 người.